# Табук (деревня)
Табук — деревня в Черемховском районе Иркутской области России. Входит в состав Лоховского муниципального образования.

## География
Деревня находится на расстоянии примерно 18 км к юго-западу от города Черемхово, административного центра района.

## Население
| 2002 | 2010 | 2011 | 2012 |
| ---- | ---- | ---- | ---- |
| 256  | ↘221 | →221 | ↘217 |

## Улицы
| - ул. Заозёрная, - ул. Луговая, | - ул. Новая, - ул. Солнечная. |